# دیر استودنیچا
دیر استودنیچا (صربی: Манастир Студеница) یک کلیسای ارتدکس صربی سده‌ی دوازدهم میلادی‌ست، که در ۳۹ کیلومتری جنوب‌غربی کرالیفو و ۴۰٬۹ کیلومتری شرق ایوانئیتسا در صربستان واقع شده‌است. این دیر یکی از بزرگ‌ترین و غنی‌ترین کلیساهای ارتدکس صربی‌ست.